# Улица Пржевальского (Киев)
Улица Пржевальского — улица в Соломенском районе города Киева, местность Совки.

## История
Улица образовалась в 1-й трети XX века под названием Тара́совская. Современное название — с 1955, в честь учёного Н. М. Пржевальского.
В апреле 2023 Киевский городской совет собирался переименовать улицу в честь В. М. Кубийовича, однако после переговоров посла Израиля М. Бродского и мэра столицы В. Кличко переименование было отменено.